# Effet électro-optique
 (février 2019).
Si vous disposez d'ouvrages ou d'articles de référence ou si vous connaissez des sites web de qualité traitant du thème abordé ici, merci de compléter l'article en donnant les références utiles à sa vérifiabilité et en les liant à la section « Notes et références ».
Un effet électro-optique correspond à une modification de la propagation d'une onde électromagnétique dans un matériau. Cette modification est due à la présence d'un champ électrique quasi statique. Ce terme couvre un certain nombre de phénomènes distincts consistant en des modifications de l'indice de réfraction ou de l'absorption dans un milieu. En français, le terme "électro-optique" n'est pas utilisé comme substantif (tel que l'anglais electro-optics) mais uniquement comme un adjectif (electro-optical en anglais).

## Théorie

### Modifications de l'indice de réfraction
L’indice de réfraction est une grandeur définie pour tout milieu matériel transparent comme le rapport de la célérité de la lumière dans le vide par la célérité de la lumière dans ce milieu.

#### Effet Pockels
Le changement de l'indice de réfraction est directement proportionnel au champ électrique appliqué.
L'effet Pockels apparaît uniquement dans les cristaux sans symétrie par rapport à un axe, comme le niobate de lithium ou l'arséniure de gallium (optique non linéaire d'ordre deux).

#### Effet Kerr
Le changement de l'indice de réfraction est proportionnel au carré du champ électrique appliqué. On observe cet effet sur tous les matériaux, d'une manière plus ou moins importante (optique non linéaire d'ordre trois) ; il reste en général plus faible que l'effet Pockels.

#### Électrogyration
Changement du pouvoir rotatoire (encore appelé activité optique) d'un matériau.
L'effet d'électrogyration est le phénomène de dispersion spatiale qui consiste en un changement d'activité optique (giration) des cristaux par un champ électrique constant ou variant dans le temps. En tant qu’effet de dispersion spatiale, l’activité optique induite présente un comportement différent sous l’opération d’inversion vectorielle, comparée à l’effet Faraday : l’incrément d’activité optique associé à l’effet électrogyration change de signe sous cette opération, contrairement à l’effet Faraday. Formellement, il s’agit d’un cas particulier de gyro-électromagnétisme obtenu lorsque le tenseur de perméabilité magnétique est diagonal.
L'effet d'électrogyration variant linéairement avec le champ électrique se produit dans les cristaux de tous les groupes de symétrie ponctuels à l'exception des trois cubiques. L'effet proportionnel au carré du champ électrique ne peut exister que dans des cristaux appartenant à des groupes de symétrie ponctuels acentriques.
Les modifications du signe d'activité optique induites par le champ électrique externe ont été observées pour la première fois dans des cristaux ferroélectriques LiH3(SeO4)2 de H. Futama et R. Pepinsky en 1961, lors de la commutation de domaines ferroélectriques énantiomorphes (le changement dans le groupe de symétrie ponctuelle du cristal, 2 / m «m). Le phénomène observé a été expliqué comme une conséquence de la structure de domaines spécifiques (un remplacement des axes optiques s’est produit lors de la commutation), plutôt que de l’électrogyration induite par la polarisation spontanée. La première description de l'effet d'électrogyration induit par le champ de polarisation et la polarisation spontanée aux transitions de phase ferroélectriques a été proposée par K. Aizu en 1963 sur la base de tenseurs axiaux de troisième rang  (manuscrit reçu le 9 septembre 1963). K. Aizu est probablement le premier à avoir défini l’effet d’électrogyration et à introduire ce terme (« le taux de variation de la giration avec le champ électrique de polarisation à une valeur nulle du champ électrique de polarisation) est provisoirement désigné par "électrogyration" ». Presque simultanément avec K. Aizu, I.S. Zheludev a suggéré une description au tenseur de l'électrogyration en 1964  (manuscrit reçu le 21 février 1964). Dans cet article, l’électrogyration a été appelée "activité électro-optique". En 1969, O.G. Vlokh a mesuré pour la première fois l'effet d'électrogyration induit par un champ de polarisation externe dans le cristal de quartz et déterminé le coefficient d'effet d'électrogyration quadratique (manuscrit reçu le 7 juillet 1969).
Ainsi, l'effet d'électrogyration a été prédit simultanément par Aizu K. et Zheludev I.S. en 1963-1964 et révélé expérimentalement dans des cristaux de quartz par Vlokh O.G. en 1969,.  Plus tard en 2003, la gyroélectricité a été étendue aux supports gyroélectromagnétiques , qui représentent des semi-conducteurs ferromagnétiques et des méta-matériaux modifiés, pour lesquels la gyroélectricité et le gyromagnétisme (effet Faraday) peuvent se produire au même moment.

### Modification de l'absorption

#### Électroabsorption
Modification des constantes d'absorption d'un milieu.
Un modulateur à électroabsorption (EAM) est un dispositif à semi-conducteur qui peut être utilisé pour moduler l'intensité d'un faisceau laser via une tension électrique. Son principe de fonctionnement repose sur l’effet Franz-Keldysh (en), c’est-à-dire une modification du spectre d’absorption provoquée par un champ électrique appliqué, qui modifie l’énergie de la bande interdite (donc l’énergie des photons d’un bord d’absorption), mais ne fait généralement pas intervenir l’excitation des porteurs par le champ électrique.
Pour les modulateurs en télécommunications, on souhaite des tensions de taille et de modulation faibles. L'EAM est candidat pour une utilisation dans des liaisons de modulation externes dans les télécommunications. Ces modulateurs peuvent être réalisés en utilisant soit des matériaux semi-conducteurs massifs, soit des matériaux à multiples points quantiques ou puits.
La plupart des EAM sont réalisés sous la forme d'un guide d'ondes avec des électrodes pour appliquer un champ électrique dans une direction perpendiculaire au faisceau lumineux modulé. Pour atteindre un taux d'extinction élevé, on exploite généralement l'effet Stark à confinement quantique (QCSE) dans une structure à puits quantiques.
Comparé à un modulateur électro-optique (EOM), un EAM peut fonctionner avec des tensions beaucoup plus basses (quelques volts au lieu de dix volts ou plus). Ils peuvent être utilisés à très grande vitesse. Une largeur de bande de modulation de plusieurs dizaines de gigahertz peut être obtenue, ce qui rend ces dispositifs utiles pour la communication par fibre optique. Une caractéristique pratique est qu’un EAM peut être intégré avec une diode laser à rétroaction répartie sur une seule puce pour former un émetteur de données sous la forme d’un circuit intégré photonique. Par rapport à la modulation directe de la diode laser, il est possible d’obtenir une largeur de bande plus importante et une réduction de la fréquence de modulation.
Les EAM à puits quantiques à semi-conducteurs sont largement utilisés pour moduler le rayonnement dans le proche infrarouge (NIR) à des fréquences inférieures à 0,1 THz. Ici, l’absorption NIR du puits quantique non dopé a été modulée par un fort champ électrique avec des fréquences comprises entre 1,5 et 3,9 THz. Le champ THz a couplé deux états excités (excitons) des puits quantiques, ce qui se traduit par une nouvelle raie d'absorption NIR dépendante de la fréquence et de la puissance THz. Le champ THz a généré une superposition quantique cohérente d’un exciton absorbant et d’un exciton non absorbant. Cette cohérence quantique pourrait donner lieu à de nouvelles applications pour les modulateurs à puits quantiques dans les communications optiques.
Récemment[Quand ?], les progrès dans la croissance des cristaux ont déclenché l'étude de points quantiques auto-organisés. Étant donné que l'EAM nécessite des tensions de modulation et de petite taille, la possibilité d'obtenir des points quantiques avec des coefficients d'électroabsorption améliorés les rend attractifs pour une telle application.

#### Effet Franz-Keldysh
Changement de l'absorption dans un semi-conducteur.
L'effet Franz – Keldysh est une modification de l'absorption optique par un semi-conducteur lorsqu'un champ électrique est appliqué. L'effet est nommé d'après le physicien allemand Walter Franz et le physicien russe Leonid Keldysh (neveu de Mstislav Keldysh).Karl W. Böer a tout d'abord observé le décalage du bord d'absorption optique avec les champs électriques  lors de la découverte de domaines à champ élevé , qu'il a appelé l'effet Franz . Quelques mois plus tard, lorsque la traduction anglaise du document Keldysh est devenue disponible, il a corrigé cette erreur pour refléter l'effet Franz – Keldysh .
Telle qu'elle était conçue à l'origine, l'effet Franz – Keldysh est le résultat de la "déperdition" des fonctions d'onde dans la bande interdite. Lorsqu'un champ électrique est appliqué, les fonctions d'onde d'électrons et de trous deviennent des fonctions de Airy plutôt que des ondes planes. La fonction Airy comprend une "queue" qui s'étend dans la bande interdite classiquement interdite. Selon la règle d'or de Fermi, plus le chevauchement entre les fonctions d'onde d'un électron libre et d'un trou est important, plus l'absorption optique sera forte. Les queues Airy se chevauchent légèrement même si l'électron et le trou ont des potentiels légèrement différents (emplacements physiques légèrement différents le long du champ). Le spectre d'absorption comprend maintenant une queue située à des énergies inférieures à la bande interdite et à quelques oscillations supérieures. Cette explication omet toutefois les effets des excitons, qui peuvent dominer les propriétés optiques près de la bande interdite.
L'effet Franz – Keldysh se produit dans des semi-conducteurs de masse uniformes, contrairement à l'effet Stark à confinement quantique, qui nécessite un puits quantique. Les deux sont utilisés pour les modulateurs d'électroabsorption. L'effet Franz – Keldysh nécessite généralement des centaines de volts, ce qui limite son utilité avec l'électronique conventionnelle - bien que ce ne soit pas le cas pour les modulateurs d'électroabsorption à effet Franz – Keldysh disponibles dans le commerce qui utilisent une géométrie de guide d'ondes pour guider le support optique.

#### Effet Stark Confiné Quantiquement (QCSE)
Modification de l'absorption utilisée dans les puits quantiques à semi-conducteurs.

#### Effet électrochromatique
Le phénomène où la couleur d'un matériau change en appliquant une tension. Ce faisant, une fenêtre électro chromique peut bloquer la lumière UV, visible ou (presque) infrarouge en appuyant sur un bouton. La possibilité de contrôler la transmittance de la lumière (proche) infrarouge limite la quantité d’énergie nécessaire pour refroidir en été et chauffer en hiver. Pour cette raison, il est recherché pour une utilisation dans les fenêtres intelligentes afin d'accroître l'efficacité énergétique des bâtiments
Création d'une bande d'absorption pour certaines longueurs d'onde (provoquant des changements de couleurs).

## Principales applications

### Modulateurs électro-optiques
Les modulateurs électro-optiques sont habituellement construits avec des cristaux électro-optiques mettant en évidence l'effet Pockels. La phase de l'onde transmise est alors modulée par le signal électrique appliqué au cristal. Des modulations d'amplitude peuvent être réalisées en insérant un cristal électro-optique entre deux polariseurs linéaires.
Le modulateur électro-optique (MEO) est un dispositif optique dans lequel un élément à commande de signal présentant l'effet électro-optique est utilisé pour moduler un faisceau de lumière. La modulation peut être imposée sur la phase, la fréquence, l'amplitude ou la polarisation du faisceau. L'utilisation de modulateurs commandés par laser permet d'obtenir des largeurs de bande de modulation se situant dans la gamme des gigahertz.
L'effet électro-optique est la modification de l'indice de réfraction d'un matériau résultant de l'application d'un champ électrique continu ou basse fréquence. Ceci est dû à des forces qui déforment la position, l'orientation ou la forme des molécules constituant le matériau. Généralement, un matériau optique non linéaire (les polymères organiques ont les taux de réponse les plus rapides et sont donc les meilleurs pour cette application) avec un champ optique incident statique ou basse fréquence verra une modulation de son indice de réfraction.
Le type le plus simple de MEO consiste en un cristal, tel que le niobate de lithium, dont l'indice de réfraction est fonction de la force du champ électrique local. Cela signifie que si le niobate de lithium est exposé à un champ électrique, la lumière la traversera plus lentement. Mais la phase de la lumière sortant du cristal est directement proportionnelle au temps nécessaire à cette lumière pour la traverser. Par conséquent, la phase de la lumière laser sortant d'une MEO peut être contrôlée en modifiant le champ électrique dans le cristal.
Notez que le champ électrique peut être créé en plaçant un condensateur à plaques parallèles à travers le cristal. Puisque le champ à l'intérieur d'un condensateur à plaques parallèles dépend linéairement du potentiel, l'indice de réfraction dépend linéairement du champ (pour les cristaux où l'effet Pockels domine) et la phase dépend linéairement de l'indice de réfraction, la modulation de phase doit dépendre linéairement le potentiel appliqué à la MEO.
La tension nécessaire pour induire un changement de phase de {\displaystyle {\frac {\pi }{2}}} est appelée tension à demi-onde {\displaystyle V_{\pi /2}}. Pour une cellule Pockels, il s’agit généralement de centaines, voire de milliers de volts, de sorte qu’un amplificateur haute tension est nécessaire. Des circuits électroniques appropriés peuvent commuter de telles tensions importantes en quelques nanosecondes, ce qui permet d'utiliser des MEO comme commutateurs optiques rapides.

### Déflecteurs électro-optiques
Les déflecteurs électro-optiques utilisent des cristaux électro-optiques en formes de prismes. L'indice de réfraction est modifié par l'effet Pockels ce qui change la direction de propagation du faisceau incident dans le prisme.